# Île du Lys
Île du Lys, također poznat kao Le Lys ili Ile du Lise otok je u otočju Glorieuses, sjeverozapadno od Madagaskara. Pod upravom je Francuske, a na otočje pravo polažu Madagaskar i Sejšeli.

## Opis
Otok ima istaknuto pješčano brdo i slanu lagunu. Drveće na otoku može narasti i do 10 metara u visinu.
BirdLife International označio je otok kao važno područje za ptice (IBA) jer podržava vrlo veliku koloniju od oko 100 000 parova crnoleđih čigri (Onychoprion fuscatus), kao i 100 parova smeđih čigri (Anous stolidus). Nema stalnih kopnenih ptica.